# Skalariak
 (août 2018).
Si vous disposez d'ouvrages ou d'articles de référence ou si vous connaissez des sites web de qualité traitant du thème abordé ici, merci de compléter l'article en donnant les références utiles à sa vérifiabilité et en les liant à la section « Notes et références ».
Skalariak est un groupe de ska et ska-punk espagnol, originaire du Pays basque. Il est formé en 1994 à Iruñea (Pampelune) en Navarre (Espagne).

## Biographie
Skalariak naît fin 1994 autour de Juantxo et Peio Skalari. Avec seulement une douzaine de concerts à son actif, le groupe parvient néanmoins à intéresser la maison de disques Gor Discos, qui lui permet de sortir son premier album éponyme en 1997, puis Klub Ska en 1999. 
En 2001 paraît En La Kalle, album conceptuel dont le groupe s'efforce d'appliquer l'esprit du titre (Dans la rue) en offrant des concerts en extérieur et sans avertir le public au préalable. Ces concerts (qui ont eu lieu à Bilbao, Pampelune ou Barcelone) sont immortalisés par le reportage Street's Ska, en 2002.
L'année suivante voit l'arrivée du quatrième opus, Radio Ghetto, cette fois chez BOA Recording. Il s'agit là encore de cultiver l'aspect conceptuel de l'album en créant une radio en ligne du même nom, Radio Ghetto. En 2005, le cinquième album voit le jour, Luz Rebelde, assez différent des quatre premiers. En 2006, Skalariak publie une compilation de ses meilleurs titres (après avoir consulté le public sur le site à propos du choix des morceaux), auxquels sont ajoutés quelques morceaux rares et le DVD de Street's Ska, Skalariak - 1997-2002.
Le groupe connaît un important succès en Espagne — et notamment au Pays basque — ou encore en Amérique du Sud. Bien qu'il soit également connu des amateurs du genre dans divers pays comme la France, la Suisse, l'Allemagne et l'Italie, son influence apparaît surtout réservée aux pays hispaniques.

## Style musical
Le groupe garde un son ska assez originel mais « rénové » par l'apport de musiques afro-cubaines et le mélange avec divers styles allant du 2 tone au rock et au reggae. L'ensemble des morceaux n'est pas uniforme, certains sonnent très rock et d'autres beaucoup plus reggae, mais la sphère musicale reste à l'évidence celle du ska. Le chant est en espagnol et en basque, mais quelques rares morceaux sont en français ou en italien.
Les thèmes abordés sont généraux (les histoires d'amour), politiques (opposition au capitalisme et à la mondialisation, au racisme et aux inégalités sociales, défense de l'identité et de la culture basques), ou propres à l'esprit du ska (l'unité, le goût pour la fête et la danse, le style...).

## Membres
- Juantxo Skalari - chant
- Javier Etxeberria - guitare
- Luisillo Kalandraka - basse
- Mario Memola - saxophone
- Guillermo - trombone
- Rubén Antón - trompette
- Enrique Rubiños - batterie
- Olatz Andueza - claviers, accordéon

## Discographie

### Albums studio
- 1997 : Skalariak (Gor)
- 1998 : Namaluj Certa Na Zed (Gor)
- 1999 : Klub Ska (Gor)
- 2001 : En la kalle (Gor)
- 2003 : Radio Ghetto (Boa Music)
- 2005 : Luz rebelde (Boa Music)
- 2006 : Skalarial 1997-2002 (CD/DVD)
- 2008 : Ska-Republic Concert (Maldito Records, 2 CD/DVD)

### Singles
- 1997 : O neure herri (Gor)
- 1998 : Sólo vivir (Gor)
- 2001 : Skalari Rude Klub (Gor)
- 2001 : Vodka Revolución (Gor)
- 2006 : Baietz Oraingoan!

### Participations
- Txapeldunak dans Latin Ska Vol. II (Moon Ska, 1996). CD.
- O neure herri dans Skankin' the Scum Away (Mad Butcher, 1998). CD. Compilation allemande de groupes de ska européens.
- Sólo vivir dans UniverSonoro Vol. 5 (BOA, 1999). CD.
- Uníos dans Wir Haben Eine Weltz Zu Gewinnen (Mad Butcher, 2000). CD. Compilation allemande de groupes de ska européens.
- Arazoak arazo" dans Nafarroa Hitza Dantzan (Nafarroako Bertsozale Elkartea/Gor, 2001).
- Dance Ska La. 2001 (Banana Juice, 2001). CD.
- Skabox 2 - Hispanoamerica Ska Unida (2012). CD

### Vidéo
- Skalariak: Street's Ska (Gor, 2002). VHS et DVD en 2003.